# Paraveus
Els paraveus (en grec antic: Παραύαιοι, llatí: Paravaei) eren una tribu epirota que limitava amb la dels orestes i vivien a la vall de l'Aoos.
Al tercer any de la guerra del Peloponnès, un grup d'aquest poble dirigit per Oredis, es va unir al comandant lacedemoni Cnemos i van fer diverses incursions per Acarnània sense arribar a poder conquerir Estratos, segons diu Tucídides.
Flavi Arrià, que descriu l'itinerari d'Alexandre el Gran d'Elimea fins a Tessàlia, remarca que Alexandre va passar per Paravea, el país dels paraveus, i que tenia les muntanyes Paravees (actualment Lázari i Smólika), i abraçava tota la vall de l'Aoos fins a Timfea i els molossos.